# Passione di principe
Passione di principe (Paid to Love) è un film del 1927 diretto da Howard Hawks.
Nel 1931, la Fox Film Corporation ne avrebbe fatto un remake, una versione in spagnolo dal titolo Hay que casar al príncipe diretta da Lewis Seiler con José Mojica, Conchita Montenegro, Miguel Ligero.

## Trama
Peter Roberts, un banchiere americano, si reca in un paese balcanico dove diventa grande amico del principe ereditario. Il principe è alla ricerca di una moglie, dato che dovrebbe sposarsi. Roberts, allora, porta l'amico in un locale frequentato da apache dove trova Gaby, la ragazza perfetta per lui. Per poterla sposare, però, lei deve appartenere a un rango adeguato e così, prima del matrimonio, il principe fa di lei una duchessa.

## Distribuzione
Il copyright del film, richiesto dalla Fox Film Corp., fu registrato il 15 maggio 1927 con il numero LP24014.
Distribuito dalla Fox e presentato da William Fox, il film uscì nelle sale cinematografiche USA il 14 agosto dopo essere stato presentato in prima a New York il 23 luglio 1927.